# Via Ponti Rossi
Via Ponti Rossi è una strada di Napoli che congiunge le zone Capodimonte ed Arenaccia con l'area settentrionale di Napoli.

## Descrizione
Nella prima parte, compresa nel quartiere Capodimonte sono presenti numerose ville ottocentesche, tutte caratterizzate da cortili e rigogliosi giardini, come villa Walpole e villa Bozzi; non meno importante è però la porta Grande, porta di accesso al parco di Capodimonte e all'omonimo museo.
Proseguendo, vi è la casa del Volto Santo e dopo un tratto panoramico ed immerso nel verde si arriva all'acquedotto romano dei Ponti Rossi, che segna il confine con via Nicola Nicolini.